# Religião OVNI
Uma religião OVNI é qualquer religião na qual a existência de entidades extraterrestres (ET) operando objetos voadores não identificados (OVNIs) é um elemento de crença. Tipicamente, adeptos de tais religiões acreditam que os ETs estão interessados no bem-estar da humanidade que já é, ou eventualmente se tornará, parte de uma civilização ET existente. Outros podem incorporar ETs em uma visão de mundo mais sobrenatural, na qual os ocupantes de OVNIs são mais parecidos com anjos do que alienígenas físicos; essa distinção pode ser obscurecida dentro da subcultura geral. Essas religiões têm suas raízes nos tropos dos primórdios da ficção científica (especialmente na space opera) e escritos de ficção weird, em ufologia e na subcultura de avistamentos de OVNIs e histórias de abduções alienígenas.Embora as crenças desses grupos sejam muito diferentes, as religiões ufológicas em geral acreditam na existência de seres extraterrestres que tiveram ou ainda estão tendo um papel fundamental na história da humanidade e que o futuro da humanidade será parte de uma comunidade galáctica. Argumentam que a chegada ou renascimento da civilização, da tecnologia e espiritualidade extraterrestre permite que os seres humanos superem os problemas ambientais, espirituais e mudanças sociais. Chegando a supor que questões como  ódio, guerra, intolerância e pobreza serão solucionadas com o uso de tecnologia superior e capacidades espirituais dos extraterrestres.
Tais crenças têm sido descritas como milenaristas em sua perspectiva. Essas religiões geralmente introduzem crenças cristãs dando-lhes uma nova interpretação, como supor que Jesus ou Deus são de origem extraterrestre. Também acreditam haver uma conspiração organizada para esconder os governos extraterrestres, porque estes não querem perder o controle global.  
As religiões OVNI estão presentes em sociedades tecnologicamente avançadas, especialmente nos Estados Unidos, Canadá, França e Reino Unido. A maioria desses grupos nasceu na década de 1950 ou até antes (Cientologia, Chen Tao, Sociedade Etérea, Unarius Academy of Science, Nation of Islam), embora outros surgiram na década de 1970 (Movimento Raeliano, Igreja do Subgênio, Industrial Church of the New World Comforter, Heaven's Gate). Na década de 1990, houve um renovado interesse neste tema (Porta do Céu, Vesmírní Lidé). No Brasil, um exemplo é a Cultura Racional. 